# Walgerbach
Der Walgerbach ist ein 7,8 km langer, in den Gemeinden Lohra und Weimar im Landkreis Marburg-Biedenkopf, Mittelhessen verlaufender rechter Nebenfluss der Par-Allna kurz vor deren Mündung in die Lahn.

## Geographie

### Verlauf
Der Walgerbach entspringt dem östlichen Norden des Naturraumes Salzbödetal, Gladenbacher Bergland, an der nördlichen Wasserscheide zur Allna. Er verläuft indes mit einem größeren Teil seiner Länge in der Marburger Lahntalsenke, etwa 9 km südwestlich der Kreisstadt Marburg.
Die Quelle des Walgerbaches befindet sich in etwa 295 m Höhe unmittelbar südlich der Bundesstraße 255, nur gut 1 km westnordwestlich des Lohraer Ortsteiles Willershausen. Der genannte Ort wird in nur etwa 100 m südlich parallelem Abstand zur B 255 angesteuert, worauf der Bach in südöstliche Richtungen die Gemeinde Lohra verlässt und auf Weimarer Gemarkung die Orte Kehna und Niederwalgern passiert, um nach gut einem weiteren südöstlichen Kilometer in die Par-Allna zu fließen.

### Zuflüsse
- Rödelbach (rechts), 0,1 km[2][3]
- Lohrbach (rechts), 1,4 km
- Herkersbach (links), 1,8 km
- Schwalbach [GKZ 258332292] (rechts), 1,2 km[2]
- Stedebach (rechts), 2,7 km

## Flusshistorie
Bis zum Jahr 2011 war der Walgerbach ein nomineller Nebenbach des Wenkbachs, dem er nur 200 m vor dessen Mündung von rechts zufloss – und das, obwohl er nicht nur der längere der beiden Arme ist, sondern auch ein größeres Einzugsgebiet (12,4 km² vs. 8,4 km²) entwässert. Seither sind indes die ehemals letzten 600 Wenkbachmeter vor der Walgerbach-Mündung Teil des Mündungsarmes Par-Allna der Allna, die auch nach der Walgerbachmündung ihre Richtung in etwa beibehält und nicht etwa dem ehemaligen Mündungsverlauf des Wenkbachs folgt.